# Artaban od Baktrije
Ovaj članak govori o baktrijskom satrapu Artabanu, za istoimenog satrapa Hirkanije vidi članak: Artaban
Artaban je vladao kao satrap pokrajine Baktrije sredinom 5. stoljeća pr. Kr. Spominje se u djelima povjesničara Ktezija, koji navodi kako je Artaban podigao ustanak protiv Artakserksa I., vladara Perzijskog Carstva. Njegova pobuna je brzo ugušena, nakon svega dvije bitke. Artabana od Baktrije ne treba miješati s Artabanom od Hirkanije, koji je svega desetljeće ranije neuspješno pokušao svrgnuti istog velikog kralja. U povijesnim dokumentima ne spominju se ni Artabanovi prethodnici odnosno nasljednici na mjestu baktrijskog satrapa, no poznato je kako je u doba vladavine Artakserksovog oca Kserksa u Baktriji vladao njegov brat Masist.

## Poveznice
- Baktrija
- Artakserkso I.

| Prethodnik:                 | Satrap Baktrije (cca 450-ih pr. Kr.) | Nasljednik: |
| Masist (?) (470-ih pr. Kr.) | Satrap Baktrije (cca 450-ih pr. Kr.) | Nepoznat    |

## Vanjske poveznice
- Artaban (3.), 1911encyclopedia.org
- Ktezije: „Persica“, 35. Arhivirana inačica izvorne stranice od 11. siječnja 2012. (Wayback Machine)
- Pierre Briant: „Od Kira do Aleksandra: Povijest Perzijskog Carstva“ (From Cyrus to Alexander: A History of the Persian Empire), preveo Peter Daniels, Indiana: Eisenbrauns, 2002., str. 564.